# Chelonus tabonus
Chelonus tabonus är en stekelart som beskrevs av Jinhaku Sonan 1932. Chelonus tabonus ingår i släktet Chelonus och familjen bracksteklar. Inga underarter finns listade i Catalogue of Life.